# Miłoń
Miłoń (także Dębosz, 772 m n.p.m.) – szczyt w Sudetach Środkowych w południowej części Gór Bystrzyckich, na południowy wschód od Przełęczy nad Porębą. Położony w województwie dolnośląskim, w powiecie kłodzkim, w gminie Bystrzyca Kłodzka, w obrębie geodezyjnym wsi Poręba.
Wzniesienie położone jest w południowej części Gór Bystrzyckich, około 1,4 km na południowy zachód od wsi Poręba i około 0,9 km na południowy wschód od Przełęczy nad Porębą.
Wyrasta pomiędzy wsiami: Poręba po północnej stronie i Poniatowem po południowo-zachodniej stronie, w kształcie okazałej wyraźnie zaznaczonej rozległej kopuły, charakteryzujące się wyraźnie podkreślonymi, stromymi zboczami, nieregularną rzeźbą i urozmaiconym ukształtowaniem. Zbocza wzniesienia opadają w kierunku dobrze wykształconych dolin, które wyraźnie wydzielają wzniesienie. Zbocze południowo-zachodnie stromo schodzi w kierunku doliny oddzielającej wzniesienie od niższego o 2 m bezimiennego wzniesienia, północne opada do doliny potoku Porębnik, wschodnie schodzi do Rowu Górnej Nysy. Od strony południowo-wschodniej od bliźniaczego wzniesienia Jedlnik oddzielone jest rozległym płytkim obniżeniem. Wzniesienie od północnej strony góruje nad Porębą a od połdniowo-zachodniej nad Poniatowem. Położenie wzniesienia, kształt i wyraźnie podkreślona częściowo niezalesiona część szczytowa, czynią wzniesienie rozpoznawalnym w terenie. W niektórych opracowaniach oraz na  mapach wzniesienie nosi nazwę Miłoń.

## Budowa
Góra zbudowana jest z odpornych na wietrzenie granitognejsów należących do metamorfiku Gór Bystrzyckich i Orlickich oraz z górnokredowych piaskowców. Szczyt i zbocza wzniesienia pokrywa niewielkiej grubości warstwa młodszych osadów glin, żwirów, piasków i lessów z okresu zlodowaceń plejstoceńskich i osadów powstałych w chłodnym, peryglacjalnym klimacie.

## Roślinność
Partie przy szczytowe od strony północno-zachodniej oraz południowo-zachodnie i północno-zachodnie zbocza wzniesienia częściowo zajmują łąki górskie i nieużytki, które w przeszłości stanowiły pola uprawne. Pozostała część wzniesienia porośnięte jest lasem świerkowym regla dolnego z niewielką domieszką brzozy, buka, jaworu i modrzewia. Zbocze północno-wschodnie poniżej poziomu 500 m zajmują łąki górskie i częściowo pola uprawne.

## Zagospodarowanie
Od północy i wschodu stoki Dębosza na poziomie 680–720 m n.p.m. trawersuje Autostrada Sudecka, która w okolicy wzniesienia ma największe walory widokowe. U północnego podnóża wzniesienia położone są zabudowania miejscowości Poręba a u południowo-zachodniego podnóża zabudowania i użytki rolne miejscowości Poniatów.

## Inne
Około 300 m na południe od Przełęczy nad Porębą, na północnym zboczu Dębosza ok. 100 m od Autostrady Sudeckiej w kierunku południowym, znajdują się resztki największego w tym rejonie schronu bojowego. Schron składał się z dwóch części – bojowej i hangaru na działo przeciwpancerne. Mieściło się w nim dziewięciu żołnierzy uzbrojonych w trzy karabiny maszynowe. Ściany i strop schronu miały grubość 0,4 m. Elementy zewnętrzne pomalowano w maskujące kolory. Obok znajdowało się stanowisko polowe dla działa. Schron został wysadzony, ale zarys pomieszczeń jest wyraźny.
W północnym zboczu góry Dębosz ponad Porębą znajdują się niewielkie sztolnie. Przeznaczenie oraz data wydrążenia krótkich sztolni są nieokreślone jak w przypadku wyrobisk w okolicy Przełęczy nad Porębą wydrążonych pod Autostradą Sudecką, które miały służyć jako sztolnie minerskie, w celu wysadzenia drogi. Prawdopodobnie sztolnie w zboczu Dębosza wydrążono w roku 1938 tuż przed wkroczeniem Niemców na teren Sudetów Czeskich z przeznaczeniem na magazyny wojskowe.
Z północnego zbocza Dębosza 27 lutego 1802 roku w kierunku miejscowości Poręba zeszła lawina śnieżna, jedyna w dziejach Gór Bystrzyckich. Zwały śniegu zabiły 9 osób oraz zniszczyły trzy domy w Porębie.
Dębosz leży na europejskim dziale wodnym. Wschodnie i północne stoki odwadnia Nysa Kłodzka (zlewisko Bałtyku), a południowe i zachodnie Dzika Orlica (dopływ Łaby, zlewisko Morza Północnego).

## Turystyka
Zboczami wzniesienia prowadzą szlaki turystyczne:
- - prowadzący północnym i wschodnim zboczem wzniesienia wzdłuż Autostrady Sudeckiej[7].
- - prowadzący południowo-zachodnim zboczem wzniesienia.
- Na szczyt wzniesienia nie prowadzą szlaki turystyczne, na szczyt wzniesienia można dojść ścieżką prowadzącą z Przełęczy nad Porębą.
- Częściowo odsłonięte zbocza oraz szczyt, stanowią  punkt widokowy na Masyw Śnieżnika, Góry Orlickie Góry Bystrzyckie oraz inne pasma otaczające Kotlinę Kłodzką[1].